# Zhongba (sockenhuvudort i Kina, Yunnan Sheng, lat 27,95, long 105,04)
Zhongba är en sockenhuvudort i Kina. Den ligger i provinsen Yunnan, i den sydvästra delen av landet, omkring 400 kilometer nordost om provinshuvudstaden Kunming. Antalet invånare är 48 666. Befolkningen består av 23 280 kvinnor och 25 386 män. Barn under 15 år utgör 26,0 %, vuxna 15-64 år 66 %, och äldre över 65 år 7,0 %.
Runt Zhongba är det ganska tätbefolkat, med 222 invånare per kvadratkilometer. Zhongba är det största samhället i trakten. I omgivningarna runt Zhongba växer i huvudsak blandskog.
Genomsnittlig årsnederbörd är 1 177 millimeter. Den regnigaste månaden är juli, med i genomsnitt 222 mm nederbörd, och den torraste är december, med 20 mm nederbörd.